# Matteo Mulas
Matteo Mulas (Terni, 16 marzo 1992) è un canottiere italiano.

## Palmarès
- Campionati del mondo di canottaggio

Chungju 2013: bronzo nel quattro di coppia pesi leggeri
Plovdiv 2018: argento 4 di coppia pesi leggeri
1 universiadi 2015 Chungju oro doppio pesi leggeri 
- Campionati europei di canottaggio

Glasgow 2018: oro nel quattro di coppia pesi leggeri.